# لودووا
لودووا (به لاتین: Lewduwa) یک منطقهٔ مسکونی در سری‌لانکا است که در استان جنوبی (سری‌لانکا) واقع شده‌است.